# Karel van Broekhoven
Karel van Broekhoven is een Nederlands oud-politicus voor GroenLinks.
Tussen 1966 en 1975 studeerde van Broekhoven elektrotechniek aan de Technische Universiteit Eindhoven. Tussen 1985 en 1998 werkte hij als freelance ICT-deskundige.
In 1998 werd Van Broekhoven wethouder in Haarlem. Hij was verantwoordelijk voor Verkeer en Vervoer, Gezondheidszorg, Civiel en Haven. Van Broekhoven zat in een college met PvdA, CDA en VVD. Hij trad in 2000 af over de aanleg van de Vondeltunnel. Zijn aftreden was onverwacht. Uit collegiaal oogpunt stemde hij als verkeerswethouder voor de aanleg van deze tunnel. Hij kon het besluit echter niet verdedigen en uitvoeren. Daarom trad hij uit het college. Na zijn aftreden kon hij als fractielid een tegenovergesteld standpunt innemen. Hij ging daarna verder als raadslid.
Na zijn aftreden werd hij directeur van Bitec Systems in Haarlem, waar hij zich bezighoudt met het energieverlies dat veroorzaakt wordt door de standbymode van elektrische apparaten. Eerder sprak hij zich uit tegen elektrische auto's die evenveel energie zouden gebruiken als gewone auto's.
Naast zijn werk is Van Broekhoven voorzitter van de werkgroep Midden-Oosten van GroenLinks. Hij was een van de voornaamste tegenstanders van de politiemissie naar Kunduz en trad als woordvoerder op naar de media en op het partijcongres zowel in 2011 als in 2012. Hij is een van de prominente leden van Kritisch GroenLinks.

## Voetnoten
1. ↑  Haarlems Dagblad (19-10-2000) Zuivere politiek[dode link]
2. ↑  Stadskrant (26-10-2000) GroenLinks stapt uit college[dode link]
Haarlem (26-10-2000) Wethouder van Broekhoven houdt de eer aan zichzelf
3. ↑  Radio1 (2009) Is de Elektrische auto wel zo milieuvriendelijk? op Radio1
Van Broekhoven, K. De elektrische auto leidt niet tot een lagere CO2-uitstoot[dode link] in de Volkskrant
4. ↑  Paternotte, B. (2011) GroenLinks-congres: hoe serieus moeten we de motie van afkeuring nemen? op HP/De Tijd.nl
 NOS (2012) Leden GroenLinks: trek steun Kunduz in op nos.nl
Elsevier (2011) Jolande Sap mogelijk in problemen door steun aan missie op elsevier.nl
Het Parool (2011) 'Motie van afkeuring tegen Sap op congres' op Parool.nl